# Lomnica (Despotovac)
Pour les articles homonymes, voir Lomnica.
Lomnica (en serbe cyrillique : Ломница) est un village de Serbie situé dans la municipalité de Despotovac, district de Pomoravlje. Au recensement de 2011, il comptait 988 habitants.
Lomnica est située à 10 km de Despotovac et à environ 7 km du monastère de Manasija.
Près de la localité se trouve un petit lac, appelé Lomničko jezero ou Leskovačka bara (bara signifie « la boue »). 

## Démographie

### Évolution historique de la population
| 1948  | 1953  | 1961  | 1971  | 1981  | 1991  | 2002  | 2011 |
| ----- | ----- | ----- | ----- | ----- | ----- | ----- | ---- |
| 1 498 | 1 632 | 1 596 | 1 674 | 1 631 | 1 478 | 1 033 | 988  |

|  |